# えぇトコ
『えぇトコ』は、2012年4月13日から近畿地方のNHK総合テレビジョンで放送されているNHK大阪放送局制作の旅番組である。2020年4月からNHK BS1（現NHK BS）でも放送されていた。

## 概要
これまで、近畿地方のNHK総合で毎月1回、原則最終金曜日に放送された紀行番組『関西もっといい旅』に代わり開始された旅番組である。
番組では関西にゆかりのある著名人が毎回レポーターを担当し、関西の知られざる人・もの・まち・自然・文化などの新しいスポットを見つける「関西再発見」の旅をコンセプトに放送する。

## 出演者
タレント2人がペアを組み近畿地方（これ以外の地域を取り上げる場合あり）を旅する形態が取られている。主なパターンは以下のとおり。なお、2019年4月19日に近畿地方で放送された原田龍二と藤岡弘、の放送回は、当初全国放送される予定が原田の不倫報道によって内容が差し替えられることになった。
- 男性2人[6]
- 女性2人
- 男性・女性各1人[5][6]

なお、2024年には、大河ドラマ『光る君へ』の関連として、同作品に出演する俳優をレポーターに迎えた放送があった。
- 6月6日：四納言 越前への旅をたどる〜滋賀 湖西〜（本田大輔、金田哲（はんにゃ））
- 6月13日：光る君へ 越前紀行（吉高由里子、岸谷五朗）

この回は元々は5月31日にNHK福井放送局製作により北陸地方3県向けに生放送された『北陸スペシャル』（19時30分から19時55分）の内容を再構成したものであり、関西以外（北陸は実質再放映）では6月9日17時30分から17時55分に全国放送されたが、関西では当該の時間に当番組6月6日生放送分を再放映したため、その振替として当番組13日放送分に充当した。
- 12月5日：道長も訪ねた祈りと癒しの地～奈良県吉野町～（柄本佑、秋山竜次（ロバート））

## ナレーション
現在
- 橋本のりこ

過去
- 島よしのり
- 安富史郎
- 子守康範（2020年4月 -2025年6月）
  - 年度途中ではあるが、「視聴者の厳しい声を受けて総合的に判断して」という理由をもってNHKが降板の通告を子守に対して行った[7]。

## 放送時間

### 総合テレビ
特記がないものはすべて近畿地方での放送。

#### 本放送
- 金曜日 20:00 - 20:45（番組開始 - 2016年3月）[8][9][10]
- 土曜日 10:05 - 10:50（2016年4月 - 2018年3月）[11][12]
- 金曜日 20:00 - 20:40[4]（2018年4月 - 2019年9月）[1][13]
- 水曜日 20:15 - 20:42（2019年10月 - 2021年9月）[1]
- 木曜日 19:30 - 19:57（2021年10月 - 2024年3月）[14]
- 木曜日 20:15 - 20:42（2024年4月 - ）[15]

#### 再放送
- 土曜日（本放送の翌日）10:05 - 10:50（番組開始 - 2013年3月・2014年4月 - 2016年3月）[8][10]
- 日曜日（本放送の翌々日）13:05 - 13:50（2013年4月[9] - 9月）
- 金曜日（本放送の翌週）16:05 - 16:50（2013年10月 - 2014年3月）
- 土曜日（本放送の翌週）1:25 - 2:10（金曜日深夜、2016年4月 - 2017年3月）[11]
  - 2016年4月から2018年3月までは番組連動のデータ放送を実施[11][12]。
- 水曜日（本放送の翌週）1:45 - 2:30（火曜日深夜、2017年4月 - 2018年3月）[12]
- 日曜日（本放送の翌々日、最終日曜日を除く）7:45 - 8:25（2018年4月 - 2019年3月）
- 日曜日（本放送の翌々日）13:05 - 13:45（2019年4月[13] - 9月）
- 日曜日（本放送の4日後） 8:00 - 8:25（2020年4月 - 2022年3月）
  - 2021年3月までは最終日曜日に『ルソンの壺』が放送されていたが、終了後は毎週の放送となっている。同一時間に放送される『小さな旅』において、近畿地方が紹介される場合は『小さな旅』の放送が優先された。
  - 2022年4月より本放送の時間帯に移設される『サラメシ』の近畿地方向けの本放送に割り当てられることになる（前述の『小さな旅』の優先放送は今後未定）[14]。

#### 再放送（全国放送）
※祝日、年末年始、国会中継時、大相撲・高校野球などのスポーツ中継時は休止。
- 金曜日（本放送の翌々週）15:08 - 15:35（2019年4月5日 - 2020年9月4日）
  - 地域番組枠『にっぽん ぐるり』での全国放送。
- 水曜日（本放送の翌々週）10:15 - 10:40（2020年10月7日 - 2021年3月17日）[2]
  - 地域番組枠『NHK地域局発』での全国放送。
- 金曜日 10:15 - 10:40（2021年4月2日 - 2022年1月28日）[16]
  - 地域番組枠『NHK地域局発』での全国放送。
  - 2022年3月から2023年3月まではロシアのウクライナ侵攻の影響で10:05 - 10:55に『キャッチ!世界のトップニュース』が放送されていたため、総合テレビでの全国放送は休止となっていた。
- 金曜日 14:05 - 14:30（2023年4月7日 - 2023年11月17日）
  - 地域番組枠『NHK地域局発』での全国放送を再開。

### BS1
- 月曜日 0:00 - 0:26[2]（日曜日深夜、2020年4月 - 2021年3月）
  - 2020年度にレギュラー番組として新設[17]（近畿地方では再放送の扱い）。『小さな旅』との交互放送（放送間隔は一定ではない）で、1週分あるいは2週分が放送される。
- 日曜日 23:50 - 月曜日 0:16（日曜日深夜、2021年4月11日 - 2023年2月19日）[16]
  - 23時50分からの『NHK BSニュース』が2021年3月で廃止となり、放送開始時間が前年度より10分早くなっている。放送形態は2020年度と同じ。

### 差し替えとなる番組

#### 本放送
- サンドのお風呂いただきます（2019年10月 - 2021年9月）
  - 関西地方を取り上げる場合は、差し替えを行わない場合もあった。
- 所さん!大変ですよ（2021年10月 - 2022年3月）※日曜日 8:25 - 8:52に振替放送。
- サラメシ（2022年4月 - 2025年3月）※日曜日 8:00 - 8:25→18:05 - 18:32に振替放送[14]。
- ひむバス!（2025年4月 - ）※土曜日 10:05 - 10:33に振替放送。

#### 再放送
- 小さな旅（2022年4月 - 2024年3月、『サラメシ』の本放送に割り当てられていた）
- ドキュメント72時間（2024年4月 - 、『サラメシ』の本放送に割り当てられる）

### 補足
- 2012・13年度の最終週は『ふたりは最高♪大阪SHOW TIME』を放送。

- NHKプロ野球（阪神タイガース・オリックス・バファローズ主管試合）などの特番により休止となる日あり。

また、特にNHK神戸放送局・NHK京都放送局・NHK大津放送局・NHK奈良放送局では本放送の時間帯に府県別特集を編成する場合があって休止する日もある（その場合再放送で視聴するか、再放送も府県別特集優先で視聴できない場合は近隣の放送局を視聴できる環境であればこの限りではない）。
再放送は、NHK京都放送局では2012年度が開局80年となるため、プロジェクト番組を放送する都合上、主に第1・3土曜日の再放送は行われなかった（NHK大津放送局・NHK大阪放送局・NHK神戸放送局の中継局を受信できる地域はこの限りではない）。
なお、2013年9月22日より、日曜日13:05-13:50に『木曜時代劇』の再放送（全国ネット）が放送される都合上、本番組の再放送は同10月より原則として放送された次週の金曜日16時台に変更された。
不定期で『にっぽん ぐるり』（総合テレビ・BS1）→『NHK地域局発』（2015年度までは『ろーかる直送便』）にて全国放送される回もあったが、前述のとおり2020年度から月曜日未明（日曜日深夜）にレギュラー放送されることになった（『小さな旅』との交互放送）。2014年5月31日の同番組で本番組の2012年4月20日放送分が放送されたが、近畿地方では大津放送局制作の番組に差し替えられた。また、NHKワールド・プレミアムでも不定期で放送されることがある。
2012年ロンドンオリンピック期間中はニュース番組の時差放送と放送時間短縮、定時番組の休止などで空いた時間帯を使って他の地域情報番組とともに集中編成を行い、一部の回はノンスクランブル放送も実施された（ノンスクランブル放送対象番組である『バラエティー生活笑百科』や『明日へ～支えあおう～』が休止となった代替として）。
2021年3月より、NHKプラスの「ご当地プラス」において番組のネット配信（見逃し配信）を実施している。近畿地方向けの本放送、ならびに『NHK地域局発』での金曜日の放送が対象になっている。　　
2018年6月の放送では、三重県の伊勢神宮や寺院を取り上げたため、本来放送されない東海・北陸地方のNHK津放送局でも同時ネットされた。

## テーマ曲
- ゴンチチ「えぇトコのテーマ」
- 奇妙礼太郎トラベルスイング楽団「オー・シャンゼリゼ」（2020年4月 - ）

## 主な企画
以下は2016年度までに放送された企画。
- 「もちろん旅&じゃない旅」 - 関西各地の名所・スポットをガイドブックに載っているスタンダードな旅と、それに掲載されていないディープなスポットを行き当たりばったりで尋ねる2つの旅のパターンを同時進行で描く。
- 「角淳一の関西おもてなしデート」 - 角淳一が毎日放送を退職しフリーになって初めてNHKで主演する企画。関西に所縁のある女優・タレントを迎えてデートを楽しむ。
- 「文珍・南光の発見!ふるさとの宝」 - 上方落語家の桂文珍と桂南光が関西各地にある地域のお宝を探る珍道中。
- 「三都ぶらぶら　うたマップ」 - 京阪神の歴史・文化・グルメなど、歌に歌われた名所を歌手・音楽家2組が訪れて、歌を通して地域を見つめる。
- 「日帰り!グレートサミット」 - 関西各地の山歩きスポットを訪ねる。
- 「ぶらっと歴史ウオーカー」 - 関西の歴史に彩られた史跡・観光地を訪ね歩きながら、その歴史に込められた核心に迫る。
- 「発掘!関西グルメ」 - 関西各地に隠された自然に育まれた食材やグルメの逸品にスポットライトを当てるほか、その食材を活かした創作料理作りも行う。